# Schlacht bei Pfaffenhofen
Europäischer Kriegsschauplatz:

Mollwitz* – Chotusitz* – Simbach – Dettingen – Toulon – Pfaffenhofen – Tournai – Fontenoy – Hohenfriedberg** – Soor** – Hennersdorf** – Kesselsdorf** – Brüssel – Piacenza – Namur – Roucourt – Kap Finisterre 1 – Lauffeldt – Assietta –  Bergen op Zoom – Kap Finisterre 2 – Maastricht
(*) Erster Schlesischer Krieg – (**) Zweiter Schlesischer Krieg
Indischer Kriegsschauplatz:

Erster Karnatischer Krieg
Amerikanischer Kriegsschauplatz:

War of Jenkins’ Ear – King George’s War
Die Schlacht bei Pfaffenhofen vom 15. April 1745 fand während des Österreichischen Erbfolgekriegs zwischen französisch-kurpfälzischen und österreichischen Truppen in der Nähe der Stadt Pfaffenhofen an der Ilm in Oberbayern statt und endete mit einem österreichischen Sieg.

## Vorgeschichte

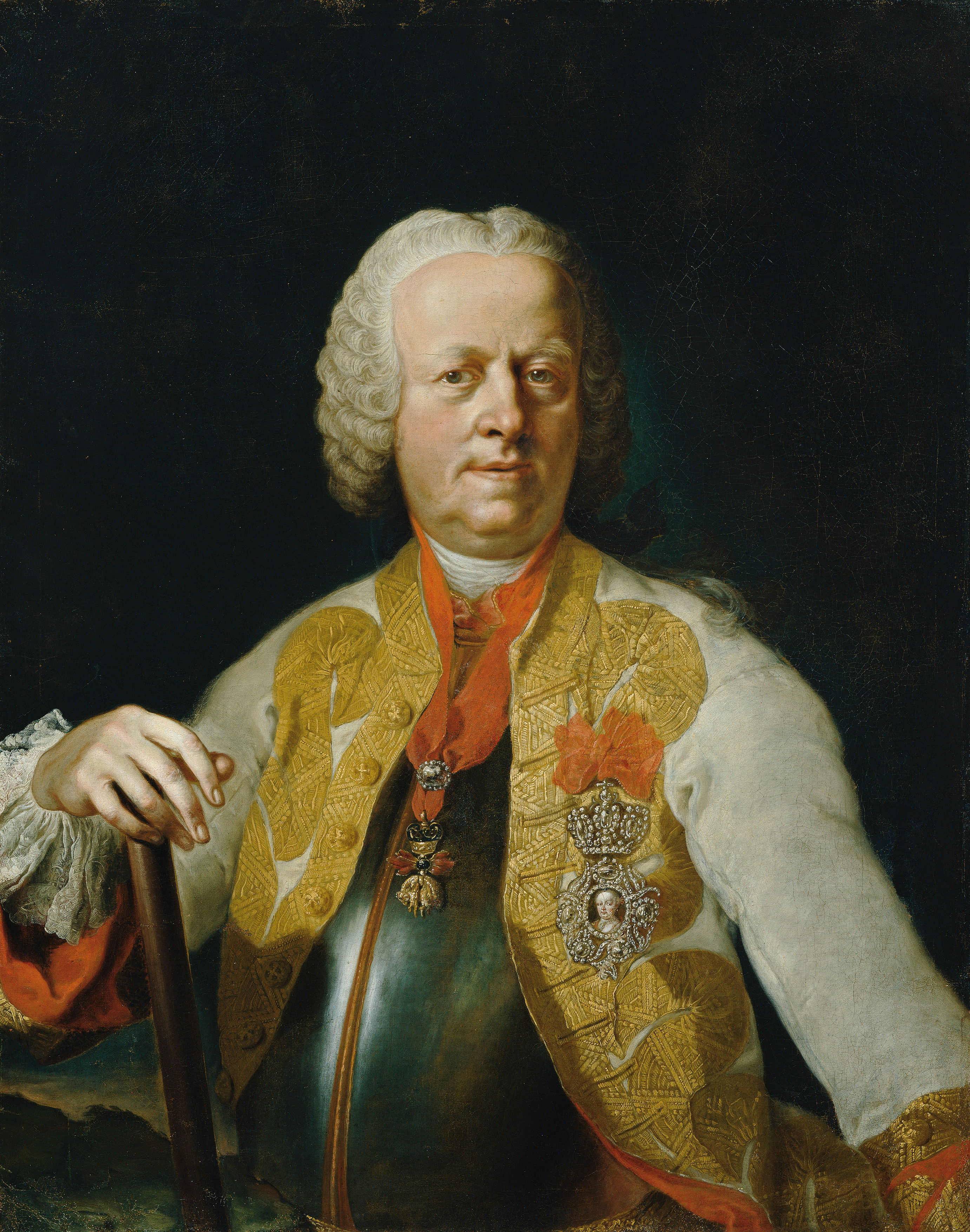
Karl Josef Batthyány, Österreichischer Oberkommandierender

Im Jahr 1744 war es den verbündeten Franzosen und Bayern im Zusammenspiel mit Preußen gelungen, die Österreicher aus Bayern zu vertreiben und den Kaiser und bayerischen Kurfürsten Karl VII. wieder in München einzusetzen, wo er allerdings im Januar 1745 starb. Sein Sohn und Nachfolger Maximilian III. Joseph schwankte zwischen einer Friedenspartei, zu der, neben den wichtigsten Beamten, auch der ehemalige Oberbefehlshaber Friedrich Heinrich von Seckendorff und die Witwe des Kaisers gehörten, und einer Kriegspartei unter Ignaz von Törring und dem französischen Gesandten Chavigny. 
Als erste Verhandlungen deshalb im Sand verliefen, startete die österreichische Armee auf Geheiß Königin Maria Theresias im Frühjahr dieses Jahres eine Offensive, um den bayerischen Regenten unter Druck zu setzen. Nachdem die österreichischen Truppen Amberg und Vilshofen genommen hatten, waren das bayerische Heer unter Törring und die verbündeten Einheiten der Franzosen, Hessen und Kurpfälzer zunehmend in die Defensive geraten. 
Um die verstreuten Truppenteile zu vereinigen, hatte Törring die bayerischen und hessischen Soldaten hinter die Lechlinie zurückgenommen. Der französische General Henri François de Ségur war von diesen Schritten nicht unterrichtet worden und wartete westlich von Pfaffenhofen, nun ohne nötige Sicherung, auf die Pfälzer unter General Zastrow, die schließlich am 14. April eintrafen. Am folgenden Tag wollte man sich ebenfalls gemeinsam hinter den Lech zurückziehen.

## Einnahme Pfaffenhofens

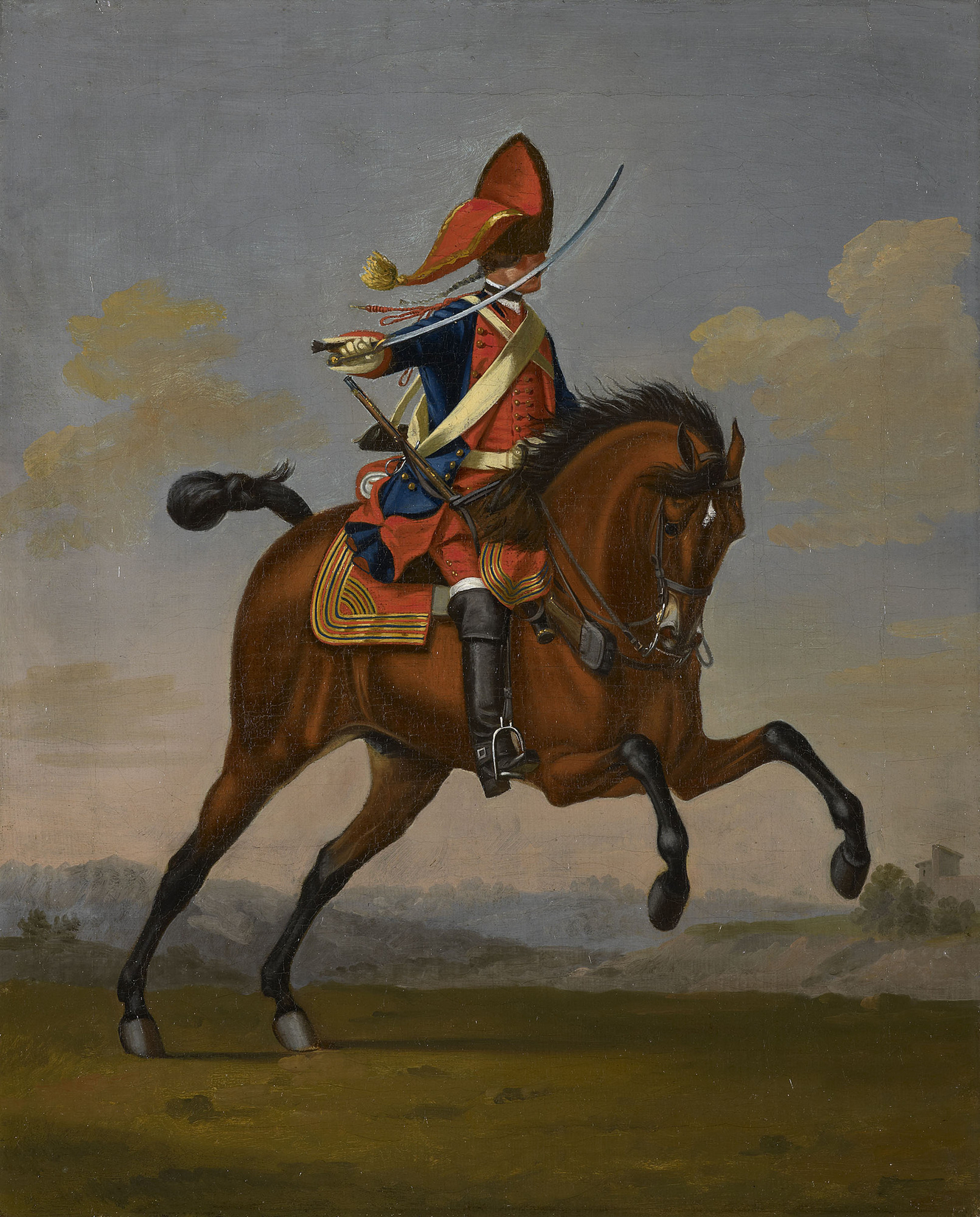
Dragoner des Regiments Batthyány

Als der österreichische General Graf Karl Josef Batthyány von der unglücklichen Lage der Franzosen und Pfälzer erfahren hatte, schickte er General Mercy-Argenteau am Morgen des 15. April mit Infanterie-, Kavallerie- und Artillerieeinheiten gegen Pfaffenhofen. Als erste erreichten Dragoner die äußere Stadtgrenze und durchwateten die Ilm.
Beim Versuch, die Stadt zu stürmen, wurden die Reiter aus der Vorstadt und von der Stadtbefestigung aus beschossen. Als es ihnen schließlich doch gelang, die Stadttore einzuschlagen, kam es zu einem Häuserkampf, der über die gesamte Länge des Hauptplatzes in Pfaffenhofen und vor allem um den Friedhof an der Kirche geführt wurde.
Als die unberittenen Truppen von Mercy-Argenteau eingetroffen waren, verfolgten diese die Franzosen aus der Stadt entlang dem Gerolsbach, bis auf die Höhe von Niederscheyern. Dort nahmen die Franzosen erneut Aufstellung. Die Stadt Pfaffenhofen wurde derweil von österreichischen Grenzern aus Warasdin besetzt und geplündert.

## Hauptgefechte

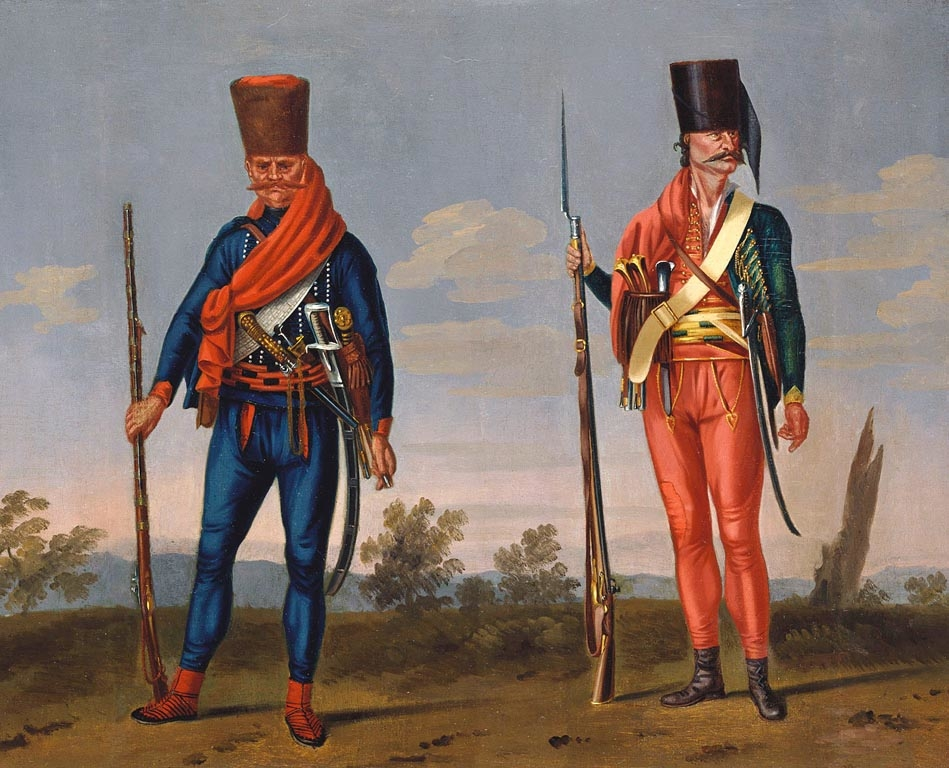
Grenzinfanterist und Pandur um 1748

Segur hatte inzwischen die Hügel westlich der Stadt bezogen. Als jedoch die Husaren aus dem Sulzbacher Forst hervorbrachen, der an die nordwestliche Flanke der Franzosen reichte, musste er sich erneut auf einen noch weiter westlich gelegenen Hügel zurückziehen.
Diese Stellung hielten die Franzosen zunächst unter Unterstützung ihrer Artillerie. Als sie jedoch selbst unter Artilleriebeschuss gerieten und die Hauptmacht Batthyánys nach und nach auf dem Schlachtfeld erschien, sah sich Segur zu einem weiteren Rückzug nach Mitterscheyern gezwungen. Erst zu diesem Zeitpunkt ließen sich auch die Pfälzer dazu bewegen, sich ebenfalls dem Feind zu stellen. Als die leichte Reiterei unter General Trips aber weiterhin die Flanken und auch den Rücken attackierte und die Streitmacht der Österreicher immer noch wuchs, fürchtete Segur, eingeschlossen zu werden. Er gab das ursprüngliche Marschziel Aichach auf und befahl stattdessen einen scharfen Schwenk nach Norden.
Das benachbarte Kloster Scheyern entging nach der Schlacht nur deshalb einer Plünderung durch die Panduren, weil ein verwundeter österreichischer Rittmeister darin Quartier genommen hatte.

## Verlustreicher Rückzug

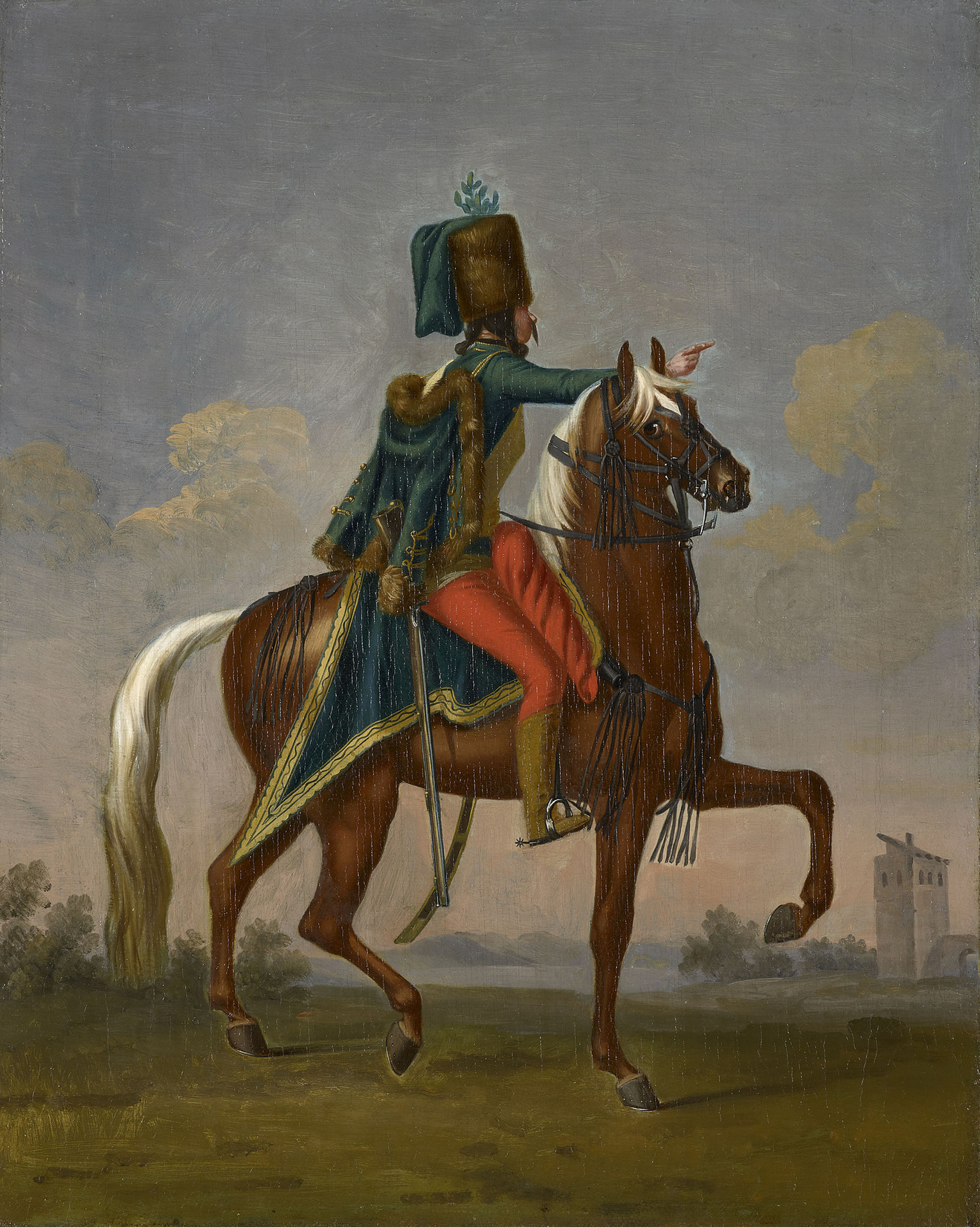
Kaiserlicher Husar um 1748

Die Meldung vom Rückzug versetzte die Pfälzer in Panik. Ihre Flucht erschütterte auch die Reihen der Franzosen, die nur unter höchster Anstrengung gehalten werden konnten. Beim Überqueren des Morasts am Gerolsbach blieben 9 Geschütze liegen. Die Husaren ließen auch weiterhin nicht davon ab, die Flanken der sich Zurückziehenden anzugreifen und für hohe Verluste zu sorgen. Erst als die vereinigten Franzosen und Pfälzer um 18:00 Uhr die Paar bei Hohenwart überschritten, blieben die Österreicher zunächst am östlichen Ufer zurück. 
Nach einem Gewaltmarsch erreichten die geschlagenen Truppen um 11:00 Uhr am folgenden Morgen Rain, wo sie ihr Lager aufschlugen, das jedoch schon am nächsten Tag vor nachfolgenden Österreichern fluchtartig verlassen werden musste. Das gesamte Magazin fiel dabei in die Hand der Österreicher. Nur das Niederbrennen einer Lechbrücke konnte eine militärische Katastrophe für die Verbündeten abwenden.
Damit hatte Segur seine Truppen unter hohen menschlichen und materiellen Verlusten, trotz einer zerrütteten Disziplin, aber ohne Verlust von Fahnen oder Heereszeichen aus der direkten Bedrohung geführt.

## Folgen
Als Maximilian III. Joseph in Augsburg die bedauernswerte Verfassung seiner Armee selbst in Augenschein genommen und dazu noch die Nachricht von der Niederlage bei Pfaffenhofen erhalten hatte, setzte sich die Friedenspartei endgültig durch, während Törring in Ungnaden fiel. So kam es nun rasch zum Frieden von Füssen (22. April/2. Mai 1745) mit Österreich, in dem er die Pragmatische Sanktion anerkannte, die Abgabe seiner Kurstimme für die Wahl von Franz Stephan von Lothringen zum Kaiser versprach und dafür sein Land in den Grenzen von 1741 zurückerhielt.
Die Schlacht bei Pfaffenhofen beendete den Krieg in Süddeutschland zugunsten Österreichs und brach Bayern aus der Koalition seiner Gegner heraus. Hauptschauplatz des Kriegs wurden nun die Österreichischen Niederlande, das heutige Belgien, wo die Österreicher im Bündnis mit Holland und Großbritannien gegen die Franzosen kämpften, und Schlesien, wo gegen Friedrich II. von Preußen der Zweite Schlesische Krieg geführt wurde.